# Володимирський собор (Херсонес)
Володимирський собор — собор на території Херсонесу Таврійського (Севастополь, Україна). 

## Історія храму
За церковними переказами та історичними свідченнями, хрещення Великого князя київського Володимира Святославича відбулося в 988 році в місті Херсонесі, або Корсуні (так його називали древні русичі, а тепер — Національний заповідник «Херсонес Таврійський» в місті Севастополі).
У «Повісті минулих літ» преподобний Нестор Літописець згадує про міську соборну церкву: «посеред граду, де збираються корсунці на торг», яка, як припускають учені, могла бути найімовірнішим місцем доленосної для усієї Київської Русі події.
Уперше ідея увічнення місця Хрещення рівноапостольного київського князя Володимира була висловлена в 1825 році та належала головнокомандувачеві Чорноморським флотом і портів віцеадміралові Олексію Грейгу. Саме за його ініціативою в Херсонесі в 1827 році були проведені археологічні розкопки під керівництвом К. Крузе, які виявили руїни древніх християнських храмів, і серед них — залишки хрестоподібній в плані церкви в центрі головної площі міста. На початку 30-х років XIX століття історики Ф. Дюбуа де Монпере і Н. Мурзакевич припустили, що великий київський князь прийняв святе хрещення саме в цій базиліці. Таким чином усі хвилювання з приводу визначення місця споруди в Херсонесі храму в ім'я святого Володимира — хрестителя Київської держави, розвіялися, і він повинен був з'явитися над руїнами древньої святині. Вже в 1850 році клопотанням святителя Інокентія, архієпископа Херсонського і Таврійського, тут була заснована Свято-володимирська обитель.
23 серпня 1861 року відбулася урочиста закладка собору на честь рівноапостольного київського князя, у присутності Імператора Олександра II і Імператриці Марії Олександрівни.
|  |  |              |
|  |  | Верхній храм |

## Будівництво
Автором проєкту Володимирського собору в Херсонесі був академік архітектури Давид Грімм, за задумом якого храм мав бути зведений в візантійському стилі. Його будівництво тривало 15 років і в 1874-76 роках за активної участі інженера-архітектора М. Арнольда було завершене. Це був один з найбільших соборів країни (висота — 36 м, загальна площа — 1726 кв.м, діаметр купола 10,5 м), який може вмістити до тисячі вірян.
Роботи по убранню храму почалися тільки напередодні святкування 900-річчя Хрещення Русі. Розписати та прикрасити грандіозний собор до знаменної дати не вдалося, тому 13 червня 1888 року до дня пам'яті рівноапостольного київського князя Володимира був освячений тільки Нижній храм в честь Різдва Пресвятої Богородиці, в якому був встановлений дерев'яний різьблений іконостас. У 1888 році почалися роботи по облаштуванню інтер'єру Верхнього храму, керівництво яким було доручено архітекторові Н. Чагину.
Розписи та ікони для центрального іконостаса собору Херсонесу виконав академік живопису А. Корзухіна. Крім того, в інтер'єрі храму були використані виконані в 50-і роки XIX століття мальовничі твори академіка Т. Неффа і художника П. Рісса, ікони майстрів І. Майкова та Е. Сорокіна. Мармурові роботи (іконостас Верхнього храму, мозаїчна підлога собору, мармурова балюстрада уподовж солеї тощо) були виконані італійськими майстрами Й. Сеппи та братами Баскаріні.
Урочисте освячення головного престолу князя — Володимирського собору вчинив 17 жовтня 1891 року архієпископ Таврійський і Сімферопольський Мартініян (Муратовський), хоча остаточне оформлення храму було завершене тільки в 1894 році.
Права прибудова собору була освячена 12 липня 1892 р. в ім'я святого благовірного Князя Олександра Невського. Лівий престол собору був освячений в ім'я святого Апостола Андрія Первозваного. У нижньому храмі собору також знаходилася права бічна прибудова святого Мартініяна. У цій прибудові й були похоронені тіла архієпископа Мартініяна, що помер у 1898 році, і настоятеля монастиря преосвященного Інокентія (Солотчина), що помер у 1909 році.

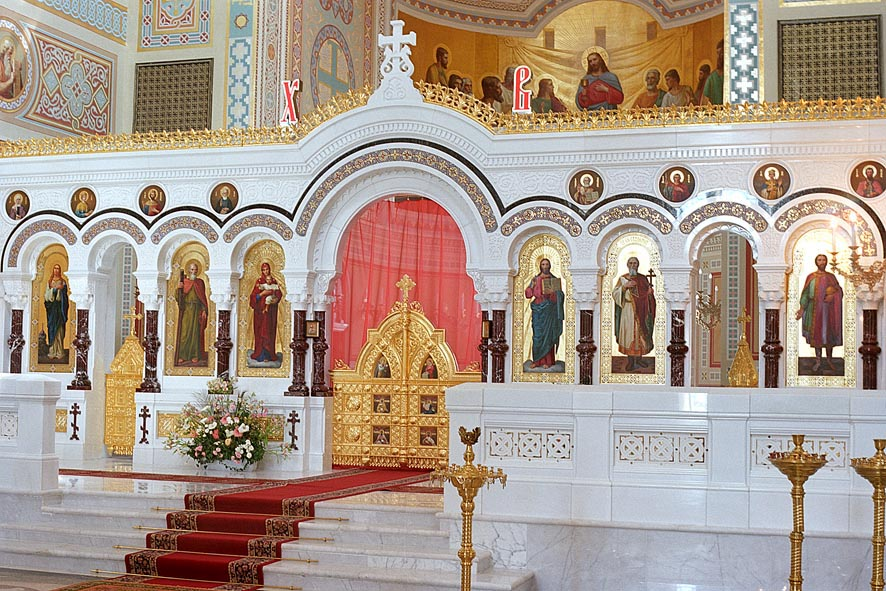
Центральний іконостас

Ще в 1859 році з Малої домової церкви Зимового палацу в Санкт-Петербурзі в Херсонес було передано в мармуровому ковчегу у вигляді Євангелія частинку мощей св. рівноапостольного київського князя Володимира. Цю святиню після спорудження Володимирського собору помістили в Нижньому храмі поряд з історичними руїнами древньої базиліки. У вівтарі Верхнього храму знаходився список з чудотворної Корсунської ікони Божої Матері, за переказами, перенесеної князем Володимиром з Херсонеса. Всього в собор було передано мощі 115 святих.

## Відновлення собору
Під час Другої світової війни Володимирський собор був зруйнований. Роботи по його відновленню почалися у кінці 1990-х років, хоча активний розвиток вони отримали тільки у 2000 році. Проєкт відтворення храму розроблявся інститутом «УкрНДІпроектреставрація» (м. Київ) під керівництвом архітектора Євгенія Осадчого, ескізи релігійного живопису внутрішнього убрання собору виконані художниками Академії витівок, Г. І. Петрової, А. С. Пігарьовим у 2001 році.
З 2002 року у Володимирському соборі був відтворений розпис художниками з Києва, Санкт-Петербурга і Криму, які відновили втрачений живопис академіків А. І. Корзухина, Т. А. Неффа, монументальні композиції: в куполі «Святий Дух» (автори — Л. Стебловская, Є. Ревенко), «Хрещення Господнє» (виконавець А. Дмитренко по ескізу К. Попівського, фотоматеріалам РДІА, ф.812), «Перетворення Господнє» (виконавці Л. і Н. Дмитренко по ескізу А. С. Пигарева, фотоматеріалам РДІА, ф.812), і центральна композиція у вівтарі храму «Тайна Вечеря» (у співавторстві А. Пігарьов, Г. Петрова, К. Попівського). Ікони для мармурового іконостаса Верхнього храму були написані художниками А. і Н. Дмитренко за ескізами А. Пигарьова та А. Петрової, фотоматеріалам РДІА, ф.812. Освячення головного вівтаря відтвореного Херсонесу Свято-володимирського відбулося 3 квітня 2004 року, а вже через тиждень в ньому відбулося Пасхальне богослужіння.